# أليكس موات
أليكس جيمس موات (بالإنجليزية: alex mowatt) (من مواليد 13 فبراير 1995) هو لاعب كرة قدم إنجليزي يلعب في خط وسط مع ويست بروميتش ألبيون في الدوري الإنجليزي الممتاز والمنتخب الإنجليزي.

## روابط خارجية
- أليكس موات على Soccerbase
- ملف إنجلترا في اتحاد كرة القدم